# Zoo marin-delphinarium du Barcarès
 (février 2021).
 (février 2021).
Le zoo marin-delphinarium du Barcarès est un parc animalier et delphinarium qui a existé au Barcarès dans les années 1970 et 1980.

## Historique
Situé sur les bords de l'étang de Leucate au sein du parc naturel des Dosses, il présentait au public des dauphins, otaries, élephants de mer, crocodiles, perroquets et ratons laveur. 
En 1973, le zoo marin accueillait deux dauphins, Flossy et Daisy, et a reçu plus de 200 000 visiteurs. En 1974, trois nouvelles otaries et deux dauphins ont rejoint le zoo. 
En 1978 et 1979, trois dauphins à gros nez, un mâle nommé Hoss et deux femelles nommées Niki et Cricele, furent le sujet d'une étude menée par Diana Reiss, alors doctorante en bioacoustique à l'Université Temple a Philadelphie (États-Unis). 
Le zoo marin a fermé ses portes vers la fin des années 1980 et les installations ont depuis été laissées à l'abandon.